# Bartolomeu Dias
Bartolomeu Dias (phát âm tiếng Bồ Đào Nha: [baɾtuluˈmew ˈdi.ɐʃ]; 1450 – 29 tháng 5 năm 1500) là một quý tộc Bồ Đào Nha, là một nhà hàng hải tiêu biểu của Kỷ nguyên Khám phá. Năm 1487 ông là người châu Âu đầu tiên vượt qua điểm cực nam của châu Phi.
Dias (Đi-a-xơ) nhận lệnh của vua João II vào ngày 10 tháng 10 năm 1486 chỉ huy một chuyến hành trình vượt qua cực nam của châu Phi với hi vọng đi tới Ấn Độ. Đoàn thuyền của ông gồm hai chiếc là São Cristóvão (do ông trực tiếp làm thuyền trưởng) và São Pantaleão. Men theo bờ biển Tây Phi, ông vòng qua cực nam của châu Phi và đi một đoạn khá xa, điểm cuối cùng là Kwaiihoek thuộc Nam Phi vào ngày 12 tháng 3 năm 1487, nơi họ dựng một thánh giá bằng đá đánh dấu mốc. Dias muốn tiếp tục cuộc hành trình nhưng thủy thủ đoàn bất bình từ chối. Chính trong chuyến quay lại mà họ phát hiện ra mũi đất cực nam châu Phi, đoàn thuyền của Dias gặp bão tố, ông đã đặt tên cho mũi đất Cực nam Châu Phi này là Mũi Bão Táp (Cabo das Tormentas), nhưng sau này nhà vua đổi tên Mũi Bão Táp thành Mũi Hảo Vọng (Hy vọng tốt đẹp) (Cabo da Boa Esperança). Con đường "Hy vọng" tốt đẹp đến Ấn Độ đã mở ra trước mắt người Bồ Đào Nha. 
Sau chuyến hành trình này, ông tham gia vào việc đóng các chiếc tàu São Gabriel và sau đó là tàu São Rafael mà Vasco da Gama dùng để tiếp nối ông, vượt qua Ấn Độ Dương đi tới Ấn Độ năm 1498. Năm 1500, ông tham gia với tư cách thuyền trưởng một tàu trong chuyến du hành tới Ấn Độ lần thứ hai do Pedro Álvares Cabral chỉ huy. Họ đặt chân tới bờ biển Brasil, sau đó quay trở lại phía Ấn Độ. Một trận bão lớn đánh tan bốn chiếc thuyền và tất cả mất tích, bao gồm cả Dias, vào ngày 29 tháng 5 năm 1500. Một con tàu đắm được phát hiện ở ngoài khơi Namibia ban đầu được cho rằng là tàu của Dias, nhưng sau đó người ta phát hiện ra trên tàu có những đồng tiền có niên đại muộn hơn..